# Boba Stefanović
Slobodan - Boba Stefanović (Beograd, 21. maj 1946 — Beograd, 9. februar 2015) bio je srpski pevač i kompozitor domaće zabavne muzike i jedno od najpoznatijih imena jugoslovenske pop scene.

## Biografija
Rođen je 21. maja 1946. u Beogradu, u Molerovoj ulici na Čuburi, u porodici Milivoja i Lepe Stevanović. Milivoje je u to vreme visoki državni i partijski funkcioner, ali je '48-me uhapšen i odlazi na Goli otok zbog IB-a.
Još u najranijem detinjstvu pokazuje veliki talenat za slikanje i muziku, a kako je u komšiluku, Molerova 33, bilo 1958. godine otvoreno amatersko pozorište „Dadov“, Boba tu pronalazi svoj svet. Sam je naučio da svira veliki broj muzičkih instrumenata, a neke od njegovih najlepših pesama je sam napisao.

Diplomirao je na Fakultetu dramskih umetnosti, odsek Filmska i TV organizacija i apsolvirao na Likovnoj akademiji.
Za sobom je ostavio tri ćerke. Najstarija, Jelena je nasledila očev talenat, diplomirala je FTV produkciju na Fakultetu dramskih umetnosti i već je radila na velikom broju poznatih projekata.

## Karijera
Bogatu muzičku karijeru Boba Stefanović započeo je davne 1962. godine u vokalno-instrumentalnom sastavu Zlatni dečaci  kaо pevač. Prvi put profesionalno nastupa u tada veoma popularnom klubu „Euridika“, sa samo 15 godina i od tada se nižu samo hitovi. „Čudna devojka“, njegova prva zlatna ploča, se i danas čuje u radio-programima, a ponovo je oduševila nove generacije u filmu Lajanje na zvezde. Bila je to prva faza Stefanovićeve karijere. Kasnije ih je bilo još pet, onih važnijih: Aleksandar Korać i vreme festivalskih šlagera („Obriši suze, draga“); Boba i Džezbal (tako se u to vreme zvala igračka grupa Lokice Stefanović, Boba u muško-ženskoj grupi „One i oni“ u kojoj su osim njega nastupali Minja Subota, Lidija Kodrič i Daliborka Stojšić (domaća, doduše nešto manja i tanja verzija, kasnije popularnih ABBA); Stefan Boba kao zvezda nemačkog „Bellaphon Records“-a i najzad - Boba i Bobete. Jedno vreme, oko petnaest godina, je držao školu pevanja pop i rok muzike, a poslednjih godina života najviše vremena provodio je slikajući. Povremeno je prihvatao i pozive za nastupe. Umro je u Beogradu 9. februara 2015. godine od raka kostiju.

## Festivali
Beogradsko proleće:
- Oprosti, nagrada za najbolju interpretaciju, '67
- Dvoje starih, '68
- Đurđa, nagrada za najbolju interpretaciju, '69
- Obriši suze draga, prva nagrada publike, '70
- Bolno srce plače, '71
- Čuvaj se vatre, treće mesto, '72
- Mari, Mari, treće mesto, '73
- Vrati mi snove za dvoje, '74
- Vodite me njoj, nagrada Saveza kompozitora Jugoslavije, '75
- Ona, ona, ona, '76
- Hiljadu mandolina, '77
- Da li si noćas sama, '78
- Obriši suze draga / Vodite me njoj, (Veče retrospektive - najvećih hitova sa festivala Beogradsko proleće), '88

Vaš šlager sezone, Sarajevo:
- Za tvoju ljubav živim, '72
- Bez tebe ne mogu, '73

Opatija:
- Ne tugujem (alternacija sa Ladom Leskovarom), '67
- Tragom prvog proleća (alternacija sa Nadom Knežević), '68
- Svako mora imat nekog, '70
- Piši mi, '73
- Ruže, '75
- Jedina moja zvezda (Veče šansona i slobodnih formi), '78
- Moj oblak / Tornado, '83

Jugoslovenski izbor za Evrosong:
- Nada i bol, Beograd '70

Split:
- Za tvoju ljubav, '70

Zagreb:
- Ljubav je za hrabre, '69

Pesma leta:
- Moje srce kuca za tebe, '69
- Nema, nema ljubavi,'70

Festival JNA:
- Pesma regruta, '71

Hit parada, Beograd:
- Koliko te volim, '74
- Kažu mi da još si uvek sama, '75
- Ala mi je pa mi je (duet sa Draganom Tokovićem), '78

Zlatni jelen, Brašov, Rumunija:
- No tears (Nici o lacrimă), '69

Skoplje:
- Nikogaš, nikogaš, druga nagrada, '70
- Dojdi, '71
- Klečim i molim (uz pratnju Vlade i Bajke), treća nagrada publike, '72

Златният Орфей, Bugarska:
- Българско Слънце, prva nagrada festivala (strani izvođači bugarskih pesama), '79

Festival radničke pesme, Niš:
- Pesma o pesmi, '85

MESAM:
- Nena, druga nagrada za kompoziciju, '86

Makfest, Štip:
- Mojata, nečija palavka, '89

Pjesma Mediterana, Budva:
- Moja crna orhideja, 2010

## Nagrade
Nosilac je velikog broja domaćih i međunarodnih priznanja. Neke od njih su:
- Nagrada za najbolju interpretaciju „Beogradsko proleće“ 1969.godine
- Prva nagrada na festivalu „Beogradsko proleće“ 1970.godine
- Prva nagrada na festivalu „Zlatni Orfej“,Sunčev Breg, Bugarska[5]
- Prva nagrada na festivalu „Zlatni jelen“,Brašov, Rumunija

## Diskografija
- 1962/1967  "Zlatni Dečaci"
- 1967. Kraj leta
- 1968. Dvoje starih - ("Beogradsko proleće")
- 1969. Đurđa
- 1969. Moje srce kuca za tebe ("Pesma leta'69")(A3) V/A PGP RTB
- 1969. Smem li da ti kažem
- 1969. Oprosti ("Beogradsko proleće" (nagrada za interpretaciju)
- 1970. Obriši suze draga (A)("Beogradsko proleće'70" 1.nagrada publike) - Kada te nema (B), 5 x "Zlatna ploča"[6]
- 1970. Moja stara gitara (A) - Hvala ti što postojiš (B), PGP RTB
- 1970. Svako mora imat nekog (A)("Opatija"'70) - Daj mi daj (B)[6]
- 1970. Za tvoju ljubav (A)(Split '70)
- 1971. Bolno srce plače (A)(Beogradsko proleće '71)- Moja ljubljena (B)[6]
- 1972. Čuvaj se vatre (A)(Beogradsko proleće '72) - Budi samo moja (B)[6]
- 1972. Klečim i molim (A) (Skoplje '72)(B)
- 1972. Ljubica (A)- Tvoj prvi ples (B)[6]
- 1972. Za tvoju ljubav živim (A)(VŠS '72) - Jedna crnka dugokosa (B)[6]
- 1973. Bez tebe ne mogu (A)(VŠS '73)
- 1973. Mari, Mari (A)(Beogradsko proleće '73) - Oprosti mi, Mari (B)[6]
- 1973. Piši mi (A)(Opatija '73) - Kome da dam (B)[6]
- 1974. Koliko te volim (A)(Hit parada '74) (B)
- 1974. Vrati mi snove za dvoje (A)(Beogradsko proleće '74) - Nema, nema nje (B)[6]
- 1975. Kažu mi da još si uvek sama,(A)(Hit parada '75) - Jedna noć sa tobom (B)[6]
- 1975. Ruže (A)(Opatija '75) - Oči drage žene (B)[6]
- 1975. Vodite me njoj (A)(Beogradsko proleće '75) (B)
- 1975. Was willst Du den allein in siebten Himmel (A) - Ich hab' mein Ziel gefunden (B)[7]
- 1976. Ona, ona, ona (A)(Beogradsko proleće '76) - Ja bih hteo (B)[6]
- 1976. Autoportret (LP)(Compilation)[6]
- 1977. Hiljadu mandolina (A)(Beogradsko proleće '77) - Čovek sa gitarom (B)[6]
- 1977. Živim tako sam (A)- Ne mogu bez tebe (B)[6]
- 1978. A onda šta (Biljana i Boba) (A) (B)
- 1978. Da li si noćas sama (A)(Beogradsko proleće '78) - Kad bi znala (B)[6]
- 1978. U Super Salonu (A)- Vrati se ljubavi(B)[6]
- 1979. Boba (LP)[6]
- 1983. Tornado (LP)[6]
- 1987. MESAM - Nena
- 1988. Evergreen Man (LP)[6]
- 1989. Makfest - Moja nečija palavka
- 1998. Hitovi (CD)(Compilation)[6]
- 2001. To je to
- 2010. Budva - Moja crna orhideja

## Filmografija
Tokom svoje karijere, Boba je pisao muziku za više filmova, pevao naslovne pesme, ali je u nekima od njih i glumio. Snimio je samostalno ili učestvovao sa kolegama u velikom broju TV šou programa.
- Srećni ljudi (TV Series) - Peva pesmu „Srećni ljudi“ sa Ekstra Nenom[8]
- 1986 Lepota poroka - Gitarista[8]
- 1978 Najlepše godine (TV Movie)[8]
- 1976 Čast mi je pozvati vas (TV Series) Boba - Episode #1.1 (1976)[8]
- 1973 Beogradsko proleće, drugi deo (TV Movie)- Pevač[8]
- 1972 Obraz uz obraz (TV Series)- Boba - Epizoda #1.4 (1972)[8]
- 1978 Portret kompozitora Darka Kraljića (TV Movie)[8]
- 1973 Jugovizija (TV Movie)[8]
- 1970 Jugovizija (TV Movie)[8]

## Spoljašnje veze
- Boba Stefanović na sajtu  (језик: енглески)
- Boba Stefanović je bio naš najveći scenski šarmer („Politika“, 11. februar 2015)
- Boba Stefanović na sajtu  (jezik: engleski)